# Tuchyňa
Bolešov és un poble i municipi d'Eslovàquia que es troba a la regió de Trenčín.

## Història
La primera menció escrita de la vila es remunta al 1243.

## Demografia
| Godina             | 1994 | 2004   | 2014 | 2024    |
| ------------------ | ---- | ------ | ---- | ------- |
| Nombre de persones | 742  | 779    | 779  | 866     |
| Diferència         |      | +4,98% | +0%  | +11,16% |

| Godina             | 2023 | 2024   |
| ------------------ | ---- | ------ |
| Nombre de persones | 862  | 866    |
| Diferència         |      | +0,46% |